# Brogöl (Tveta socken, Småland)
Brogöl är en sjö i Hultsfreds kommun i Småland och ingår i Emåns huvudavrinningsområde.